# English Female Artists
English Female Artists est un livre en deux volumes, réunis et édités par Ellen Creathorne Clayton, qui donnent un aperçu des principales femmes peintres anglaises jusqu'en 1876, l'année de publication.
Le but était de fournir « a roll call of honorable names ». Ce livre est un ouvrage de référence utile pour tous ceux qui étudient l'art des femmes britanniques.

## Volume I (femmes artistes historiques)
- Susannah Hornebolt et Levina Teerlinc
- Anne Carlisle, Artemisia Gentileschi, Les sœurs Cleyn
- Anna Maria Carew, Elizabeth Neale, Marie More, Mme Boardman, Elizabeth Creed (en)
- Mary Beale, Susan Penelope Rosse, Anne Killigrew, Maria Verelst, Anne, Princesse d'Orange, Princesse Caroline, Agatha van der Mijn (en), Sarah Hoadly, Elizabeth Blackwell, Mary Delany, Frances Reynolds (en), Angelica Kauffmann, Mary Moser, Maria Cosway, Marie Harrison, Anna Maria Charretie (en), Adelaide Agnes Maguire, Sarah Biffin

## Volume II (artistes contemporaines)
Le deuxième volume est une liste de biographies de femmes actives au XIXe siècle, dont la plupart sont des contemporaines dont les œuvres sont connues de l'auteur. Il est regroupé par genre de peinture et comprend un appendice d'amateurs et de femmes qui étaient "membres d'honneur" de la "Society of Lady Artists". Le deuxième volume comprend également l'indice pour les deux volumes.

## Peintres de figure
Helen Allingham, Laura Alma-Tadema, Sophie Anderson, Edith Courtauld-Arendrup, Margaret Backhouse, Julia Behr, Kate Bisschop-Swift, Agnes Rose Bouvier Nicholl, Alice Boyd, Adélaïde Claxton, Rebecca Coleman, Fanny Corbaux, Mary Ann Criddle, Mary Ellen Edwards, Eliza Bridell Fox, Margaret Gillies, Nellie Gosse, Catherine Hueffer (sœur de Mme WM Rossetti), Elizabeth Jerichau, Louise Jopling, Helen Jane Arundel Miles, Elizabeth Murray, Lucy Madox Brown (Mme WM Rossetti), Sarah Setchel, Rebecca Salomon, Catherine Adeline Étincelles, Louise Starr, Marie Spartali-Stillman, Ellen Pierre, Elizabeth Thompson, Marie S. Tovey, Eliza Turck, Augusta Walker, Henrietta, et ses filles, Eva et Flora

## Peintres de paysage
Barbara Bodichon, Eleanor Brown, Marian Emma Chase, Marian Croft, Susan Elizabeth Gay, Marie Gow, Alice Elfrida Viril, Madeline Marrable, Anna Blunden Martino, Clara Montalba, Emma Sophia Oliver, Elizabeth Phillips, Louise, Rose, et Margaret Rayner, Frances Redgrave, Harriette Anne Seymour, Norah et Ellen Vernon, Sophie S. Warren, Linnie Watt

## Peintres portraitistes et miniatures, peintres sur émail, etc.
Maria Burt, Grace Cruickshank, Annie Dixon, Charlotte Grace Dixon, Ellen Hill, Ellen Montalba, Margaret Tekusch, Margaret Thomas

## Peintres de fleurs, de fruits, et de nature morte
Helen Cordelia Angell, Emma Wren Cooper, May Corkling, Mary Ann Duffield, Anna Maria Fitz James, Anna Maria Guerin, Maria Harrison, Teresa Hegg de Lauderset, Florence Lewis, Agnes MacWhirter, Martha Darley Mutrie et Annie Feray Mutrie, Joanna Samworth, Susanna Soden, Eloise Harriet Stannard, Mary et Florence Vernon, Emma Walter

## Peintres d'animaux
Hannah Bolton Barlow, Emily Desvignes, Katharine King, Mary Louisa Kirschner, Gertrude Jekyll, Frances Fripp Rossiter

## Designers humoristiques
Georgina Bowers, Ellen Creathorne Clayton, Adélaïde Claxton, Marie Duval

## Artistes décoratifs
Elizabeth Campbell Collingridge, Emily Edwards (sœur de Mme Sparkes), Louisa, Marquise de Waterford, Priscilla Anne, Comtesse de Westmorland, Marion Margaret, Vicomtesse Alford, Lady Anne Loftus, Eleanor Vere Boyle, Lady Duckett, Lady Dunbar, Mme Hugh Blackburn, Mme Higford Burr, Mme Patty Harding, Mme Hussey, Mme Frank Johnstone Mitchell, Mme Pfeiffer, Mme Harriet Olivia Boddington